# Milo Anstadt
Samuel Marek "Milo" Anstadt (Lwów, 10 de julio de 1920 – Ámsterdam, 16 de julio de 2011) fue un escritor y periodista judío neerlandés.

## Biografía
Andstadt nació y vivió en Lwów (Polonia, en la actualidad Lviv en Ucrania) hasta 1930. Con diez años, Milo, sus padres y su hermana Sera emigraron a los Países Bajos. Allí completó la educación primaria, pero no fue a la escuela secundaria.
Cuando Anstadt tenía catorce años, trabajó para Transformatorfabriek Besra en Ámsterdam. Asistió a menudo a Anski, una institución cultural principalmente para judíos inmigrantes de Europa del Este, donde se organizaban conferencias y todo tipo de actuaciones y donde también recibió tutoría, cosa que contribuyó a su desarrollo espiritual. Más tarde, se graduó en Derecho por la Universidad de Ámsterdam, especializado en criminología.
En 1941 se casó con Lydia Bleiberg, con quien tuvo una hija, Irka, en marzo de 1942. Después de una advertencia en la noche del 9 de julio de 1942, se fueron inmediatamente a la clandestinidad. De su hija, se hizo cargo después una familia de acogida en Beverwijk por la Resistencia.
De 1945 a 1950, fue redactor de la revista Vrij Nederland. Después trabajó como periodista con la Unión de Radio Neerlandesa, y escribió las partes habladas de documentales televisivos de 1955, como In, Televisierechtbank, Spiegel der Kunsten y Bezetting. Para las dos últimas obras, recibió el Premio de Televisión de la Fundación Príncipe Bernardo de 1960. En 1960 Wereldvenster se le encargó escribir un libro sobre Polonia. Se publicó en 1962 bajo el título de Polen, land, volk, cultuur.
Como trabajador de NRC Handelsblad, Anstadt escribió un gran nombre de artículos de opinión. En 1994 fue nombrado como caballero de la Orden de Orange-Nassau. Murió en Ámsterdam y fue enterrado en el cementerio de Zorgvlied.

## Obra publicada
Entre las obras de Anstadt, destacan:
- Op zoek naar een mentaliteit
- Met de rede der wanhoop
- Kind in Polen
- Polen en Joden
- Jonge jaren
- De verdachte oorboog
- Servië en het westen
- En de romans De opdracht
- "Is Nederland Verandert"

I les novel·les:
- Niets gaat voorbij
- De wankele rechtsgang Van Albert Kranenburg